# Lega della Destra della Repubblica
Lega della Destra della Repubblica (in polacco: Liga Prawicy Rzeczypospolitej - LPR) è stata una coalizione di partiti politici di orientamento nazional-conservatore presentatasi in Polonia in occasione delle elezioni parlamentari del 2007.
Ad essa hanno preso parte tre distinti soggetti politici:
- la Lega delle Famiglie Polacche (Liga Polskich Rodzin - LPR), di Roman Giertych;
- l'Unione per la Politica Reale (Unia Polityki Realnej - UPR), di Janusz Korwin-Mikke;
- Destra della Repubblica (Prawica Rzeczypospolitej - PR), di Marek Jurek.

All'alleanza avrebbe dovuto aderire anche Autodifesa della Repubblica Polacca di Andrzej Lepper, che invece si è presentata autonomamente.
La coalizione ha ottenuto l'1,3% dei voti senza conseguire alcun seggio. Alle precedenti elezioni parlamentari del 2005, l'LPR aveva ottenuto l'8% dei voti con 34 seggi e l'UPR si era presentata all'interno di Piattaforma Civica senza conseguire alcuna rappresentanza, mentre il PR si era affermato nell'aprile 2007 in seguito ad una scissione da Diritto e Giustizia. A causa dell'insuccesso elettorale, la coalizione si è dissolta.